# اف‌ای‌دی
اف‌ای‌دی (به انگلیسی: FAD) یا "فلاوین آدنین دی نوکلئوتید" با فرمول شیمیایی C
۲۷H
۳۳P
۲N
۹O
۱۵ یک ترکیب شیمیایی با شناسه پاب‌کم ۷۰۳ است. که جرم مولی آن 785.5497 g mol-۱ می‌باشد. شکل ظاهری این ترکیب، بلور شیشه‌ای سفید است.